# Convexana albicarinata
Convexana albicarinata är en insektsart som beskrevs av Li 1994. Convexana albicarinata ingår i släktet Convexana och familjen dvärgstritar. Inga underarter finns listade i Catalogue of Life.